# Fiodor Fomin
Fiodor Timofiejewicz Fomin (ros. Фёдор Тимофеевич Фомин, ur. 13 maja?/25 maja 1894 we wsi Frołowo w guberni riazańskiej, zm. 1970 w Moskwie) – radziecki funkcjonariusz służb specjalnych.

## Życiorys
Urodzony w rodzinie chłopskiej, 1910 ukończył wieczorową czteroklasową szkołę miejską, pracował w fabryce, 1916 eksternistycznie ukończył sześcioklasową szkołę realną w Moskwie. Od maja 1915 do stycznia 1918 żołnierz rosyjskiej armii, od 18 sierpnia 1917 członek partii bolszewickiej SDPRR(b), od 18 października 1918 pracownik wywiadu, od 20 grudnia 1918 członek sztabu Władimira Antonowa-Owsiejenki. Od 15 lutego 1919 funkcjonariusz Czeki, szef Wydziału Specjalnego 1 Armii Ukraińskiej w Kijowie, od 18 kwietnia do 26 sierpnia 1919 szef Wydziału Specjalnego 3 Armii w Krzemieńczuku, od 26 sierpnia do 12 września 1919 szef Wydziału Specjalnego 14 Armii, od 12 do 18 września 1919 zastępca dowódcy 12 Armii, od 18 września do 16 listopada 1919 inspektor-organizator Czeki. Od 16 listopada do 28 grudnia 1919 pomocnik szefa Wydziału Inspektorskiego Oddziału Specjalnego Czeki, od 28 grudnia 1919 do 20 czerwca 1920 zastępca szefa i szef Wydziału Specjalnego 10 Armii w Carycynie (obecnie Wołgograd), od 20 czerwca 1920 do 5 kwietnia 1921 zastępca szefa i szef Wydziału Specjalnego Czeki Wybrzeża Morza Czarnego i Azowskiego, od 5 kwietnia do 14 maja 1921 szef Wydziału Specjalnego Krymskiej Czeki. Od 29 maja 1921 zastępca przewodniczącego, a od 22 czerwca 1921 do 5 stycznia 1922 przewodniczący Krymskiej Obwodowej Czeki, od 5 stycznia 1922 do 18 stycznia 1923 członek Kolegium Podolskiej Czeki i szef Proskurowskiej Czeki, od 18 stycznia do 13 sierpnia 1923 szef Wydziału Specjalnego i pomocnik szefa Sekcji Tajno-Operacyjnej Pełnomocnego Przedstawicielstwa OGPU Prawobrzeżnej Ukrainy. Od 13 sierpnia 1923 do 28 września 1926 szef Terskiego Oddziału Okręgowego GPU, od 28 września 1926 do 2 lipca 1927 słuchacz kursów przy Akademii Wojskowej im. Frunzego, od 12 września 1927 do 11 marca 1930 zajmował równocześnie kilka stanowisk w PP OGPU i Północnokaukaskim Okręgu Wojskowym w Rostowie nad Donem, od 11 marca 1930 do stycznia 1935 szef wydziału PP OGPU Leningradzkiego Okręgu Wojskowego/Zarządu NKWD Leningradzkiego Okręgu Wojskowego. Odznaczony Orderem Czerwonego Sztandaru.
W grudniu 1934 aresztowany w związku z zabójstwem Siergieja Kirowa, w lutym 1935 skazany na 4 lata (według innych informacji na 3 lata), od stycznia 1937 do stycznia 1938 był szefem budowy dróg Dalstroja NKWD w Kraju Chabarowskim. W 1939 ponownie aresztowany, skazany na 8 lat łagru, 1947 zwolniony, od maja 1947 do marca 1949 był starszym kontrolerem kombinatu MWD, 1954 zrehabilitowany. Pochowany został na Cmentarzu Nowodziewiczym w Moskwie.